# Cybister wittmeri
Cybister wittmeri là một loài bọ cánh cứng trong họ Bọ nước. Loài này được Brancucci miêu tả khoa học năm 1979.